# لوس يانوس دي تورميس
بلدية لوس يانوس دي تورميس (بالإسبانية: Los Llanos de Tormes) هي بلدية تقع في مقاطعة آبلة التابعة لمنطقة قشتالة وليون وسط إسبانيا.

## الديموغرافيا
بلغ عدد سكان بلدية لوس يانوس دي تورميس 83 نسمة عام 2011 (وفقاً للمعهد الوطني للإحصاء الإسباني).
| 146 | 136 | 118 | 108 | 112 | 93 | 83 |